# Egesina minuta
Egesina minuta là một loài bọ cánh cứng trong họ Cerambycidae.